# Lorenzo Ferrari
Lorenzo Ferrari (* 22. Oktober 2002 in Fiorenzuola d’Arda) ist ein italienischer Automobilrennfahrer. Er gewann die European Le Mans Series 2022 in der LMGTE-Klasse.

## Karriere
Ferrari begann seine Karriere 2019 in der italienischen Formel-4-Meisterschaft, wo er nach einem Podium in Mugello die Saison auf dem 17. Platz beendete. Im Folgejahr wechselte er in die GT3 wo er in der italienischen GT-Meisterschaft antrat. 2021 konnte er daraufhin die Meisterschaft gewinnen und wechselte in die European Le Mans Series zu Proton Competition. 2022 konnte er sich mit Christian Ried und Gianmaria Bruni den Titel in der LMGTE-Klasse holen. Gleichzeitig fuhr er im GT World Challenge Europe Endurance Cup.
2023 fuhr er erneut für Proton Competition, diesmal im Porsche Carrera Cup Deutschland. Ab 2024 fährt er im GT World Challenge Europe Endurance Cup für Tresor Attempto Racing.

## Statistik

### Karrierestationen
| - 2019: Italienische Formel-4-Meisterschaft (Platz 17) - 2020: Italienische GT-Meisterschaft (Platz 16) - 2021: Italienische GT-Meisterschaft (Platz 1) - 2021: International GT Open (Platz 14) - 2022: European Le Mans Series (Platz 1 in der LMGTE-Klasse) - 2022: GT World Challenge Europe Endurance Cup (Platz 10 in Gold) | - 2022: ADAC GT Masters (Platz 35) - 2023: GT World Challenge Europe Endurance Cup (Platz 22) - 2023: Porsche Carrera Cup Deutschland (Platz 26) - 2023: Intercontinental GT Challenge (Platz 23) - 2024: GT World Challenge Europe Endurance Cup |